# Arbutus canariensis
Arbutus canariensis é uma espécie de plantas com flor da família Ericaceae, endémica nas ilhas Canárias, especificamentte nas ilas de Tenerife, La Gomera, Gran Canaria, El Hierro e La Palma. A espécie está ameaçada por perda de habitat.

## Híbridos
Arbutus x thuretiana Demoly é um híbrido entre A. canariensis e A. andrachne. A espécie tem como epónimo Gustave Thuret, e está naturalizado no Jardin botanique de la Villa Thuret. A. x thuretiana é conhecida pela sua casca castanho-avermelhada perfeitamente lisa, esfoliando na primavera para uma casca surpreendentemente verde-claro, que gradualmente escurece e fica avermelhada novamente.

## Galeria

Morfologia de Arbutus canariensis e seus híbridos
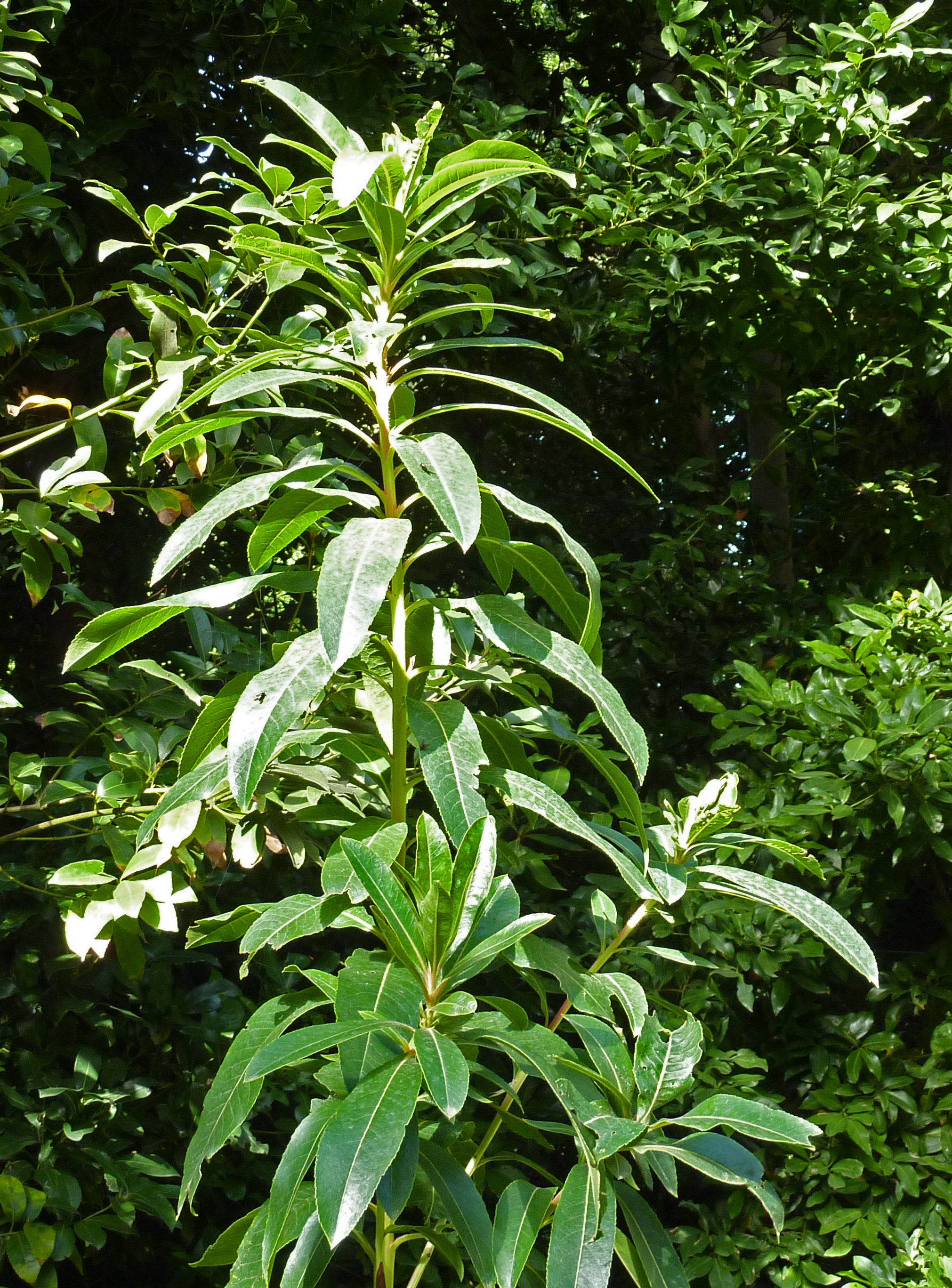
Folhagem
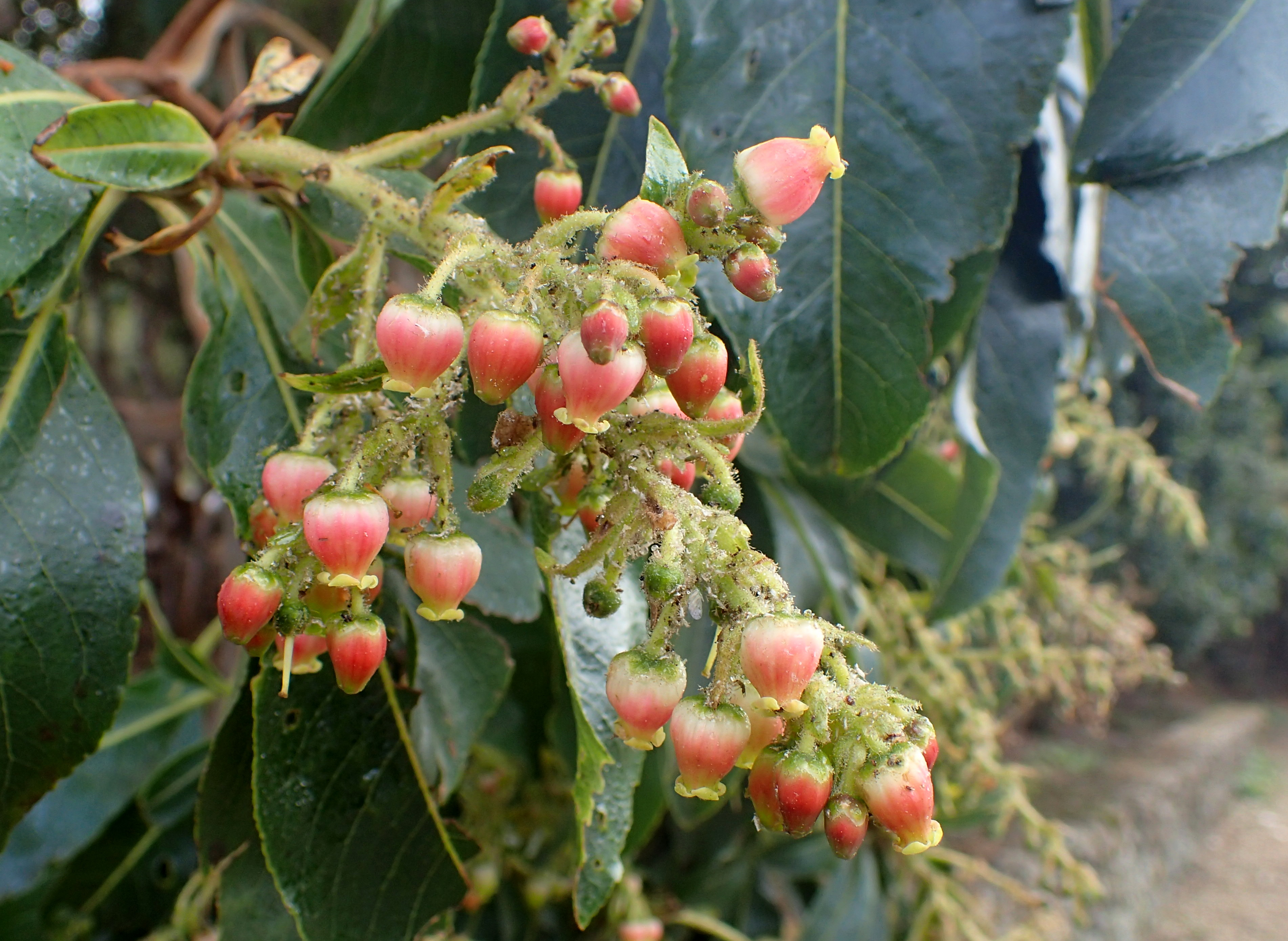
Flores
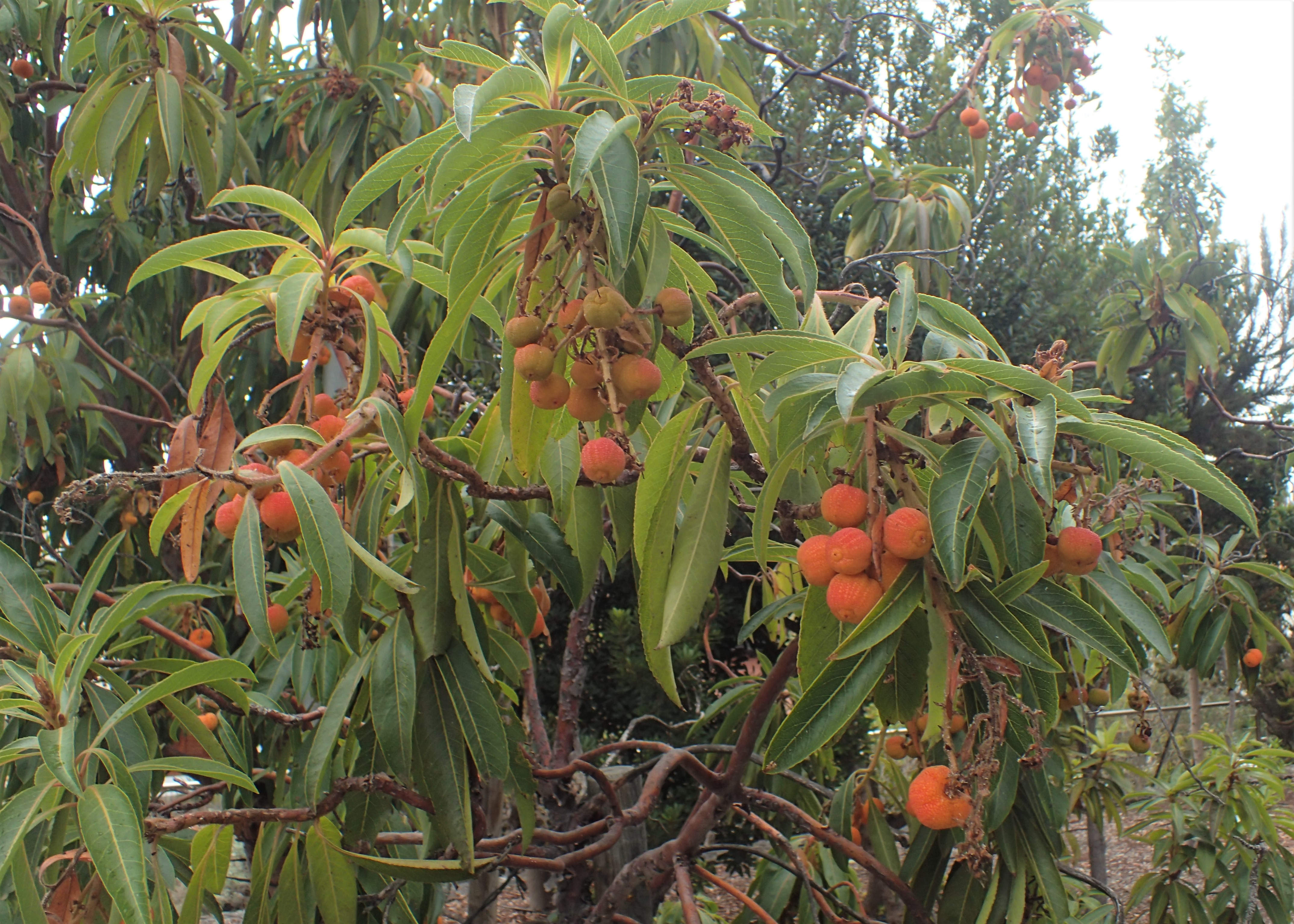
Frutos
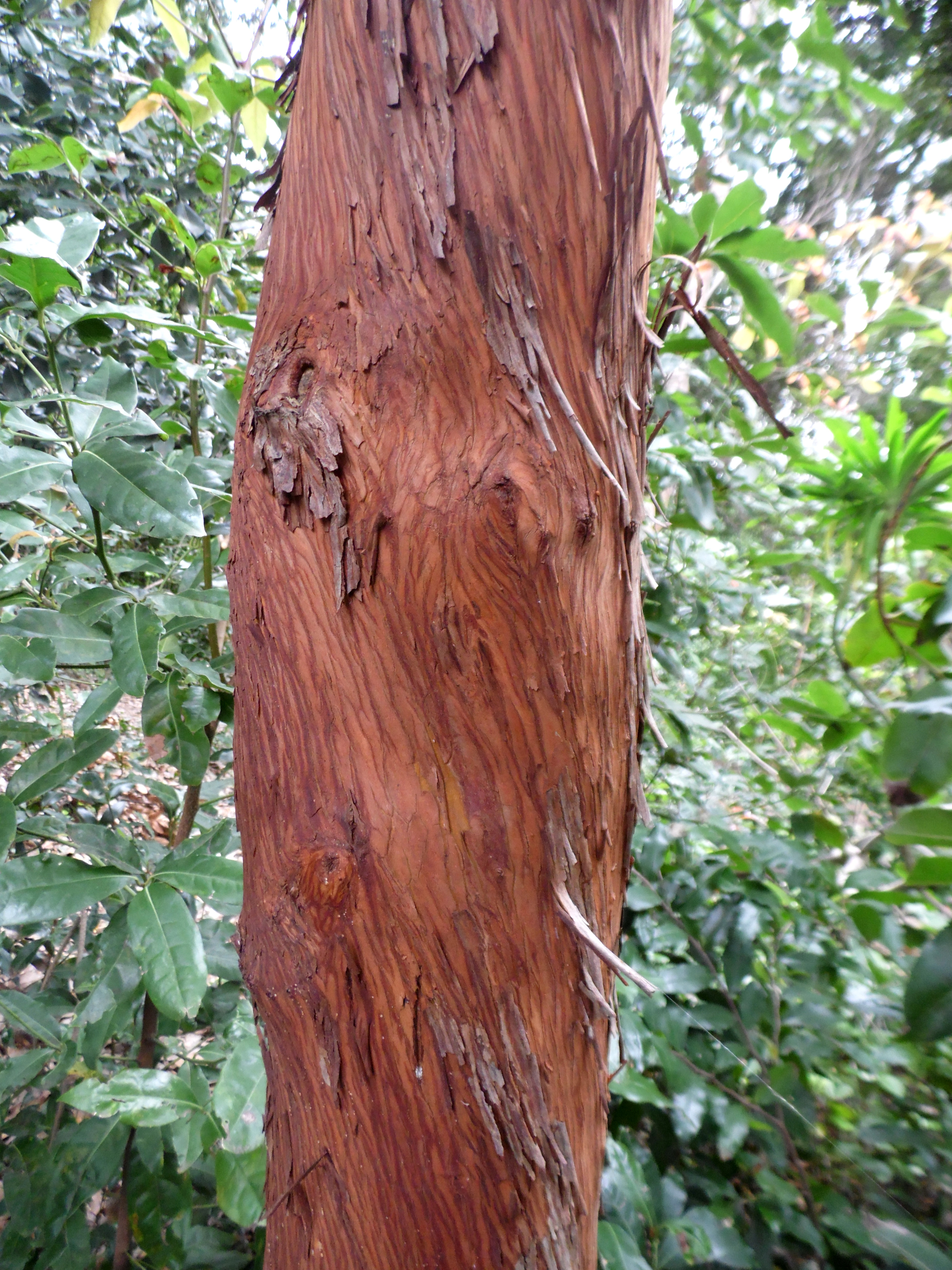
Casca
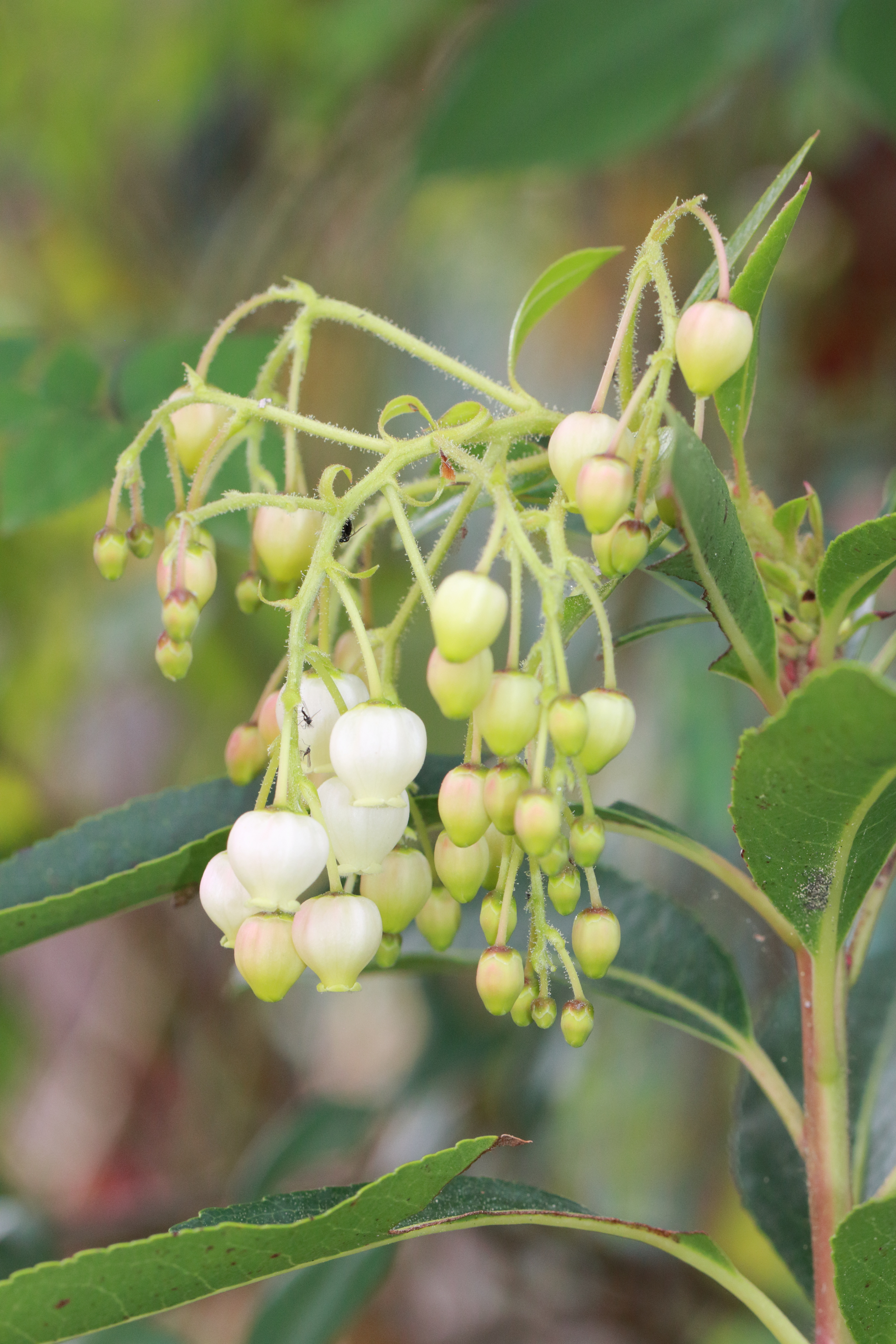
Flores do híbrido Arbutus x thuretiana